# Kiszkowie herbu Dąbrowa

Dąbrowa - herb rodu Kiszków.

Kiszkowie – stary ród litewski pochodzenia mazowieckiego, który wydał dwóch hetmanów oraz kilku biskupów i wojewodów. 
Kiszkowie wywodzą się od Piotra Paszkowicza Strumiłły z Ciechanowca zwanego Piotrem Kiszką (zm. 1486), syna rycerza Pawła (Paszki) Strumiłły z Dmoszyna (zm. 1435/1436). Wielki majątek i znaczące parantele (m.in. z Radziwiłłami, Iliniczami, Zabrzezińskimi, Niemirowiczami, Sapiehami, Zenowiczami, Ostrogskimi, Chodkiewiczami) pozwoliły Kiszkom utrzymywać się przez pokolenia w gronie litewskiej magnaterii. 
Magnacki litewski ród Kiszków wymarł w poł. XVII w.
Przedstawiciele rodu: 
- Piotr Paszkowicz Strumiłło (Piotr Kiszka) - protoplasta rodu
- Stanisław Kiszka - syn Piotra Paszkowicza Strumiłły (Piotra Kiszki), hetman wielki litewski, wojewoda smoleński
- Piotr Kiszka - wojewoda połocki
- Stanisław Kiszka  - (?-1554), wojewoda witebski
- Janusz Kiszka (1586–1653) - syn Stanisława, wojewody mścisławskiego
- Stanisław Kiszka (1584–1626) - biskup żmudzki.
- Jan Kiszka - wojewoda brzeski litewski, działacz reformacji, protektor braci polskich.
- Mikołaj Kiszka (zm. 1587) h. Dąbrowa - żył w latach 1524-1587, starosta drohicki w latach 1556-1587, wojewoda podlaski w latach 1569-1587
- Mikołaj Kiszka (zm. 1620) (ok. 1565-1620), starosta drohicki w latach 1588-1620
- Mikołaj Kiszka (zm. 1644) - podskarbi wielki litewski
- Krzysztof Kiszka (zm. 1646) - wojewoda witebski i mścisławski

Nie jest znany związek rodzinny Łukasza Leona Kiszki - unickiego metropolity kijowskiego (XVIII w.) z litewskim magnackim rodem Kiszków.
Młodszą linię Strumiłłów stanowią Ciechanowieccy (Ciechanowscy) h. Dąbrowa, potomkowie brata Piotra Paszkowicza Strumiłły (Piotra Kiszki) - Mikołaja, namiestnika miednickiego.